# Enehøje
Enehøje är en obebodd ö i Danmark. Den ligger i Region Själland, i den södra delen av landet. Arean är 0,97 kvadratkilometer.
Enehøje ägdes av polarforskaren Peter Freuchen åren 1926-1940. Han skrev flera böcker och artiklar medan han bodde här och drev också ett jordbruk. Ön var bebodd till på 1990-talet.
Öns högsta punkt är 15 meter över havet. Den sträcker sig 2,5 kilometer i nord-sydlig riktning, och 0,8 kilometer i öst-västlig riktning. På Enehøje förekommer främst gräsmarker och lite skog.